# Kehn
Het Kehn is een klein dorp in de Duitse gemeente Stadt Tönisvorst, in het Noordrijn-Westfaalse district Kreis Viersen.

## Geschiedenis
Het Kehn was vroeger een zelfstandige plaats, die eertijds eeuwenlang bij het toenmalige aartssticht en keurvorstendom Keulen (of kort: Keur-Keulen) hoorde.
In 1794 bezetten Franse revolutionaire troepen het gebied, waarna in 1798 het toenmalige Franse bestuur een gemeentelijke herindeling teweegbracht. Daardoor werd het Kehn deel van de vroegere burgemeesterij ("mairie") Neersen.
Na de nederlaag van Napoleon kwam het gebied in 1815 bij het voormalige Koninkrijk Pruisen en het Kehn kreeg zijn zelfstandigheid toen nog eens voor een tijdje terug totdat ten slotte in 1819 ook het Pruisische bestuur een herindeling van de gemeenten uitvoerde, waarbij het Kehn deze keer niet alweer bij Neersen maar in plaats daarvan bij het nabije gemeente Vorst aangesloten werd.
Daarbij bleef het tot 31 december 1969. Op 1 januari 1970 werd de toenmalige gemeente Vorst, inclusief Kehn, zelf bij een gemeentelijke herindeling opgenomen in de nieuwe gemeente Tönisvorst.
In verband met deze gemeentelijke herindeling werden bovendien enkele direct aan het Kehn aangrenzende landelijke buitengebieden van de toenmalige buurtgemeente Anrath afgesneden en eveneens bij het nieuw gevormde Tönisvorst aangesloten, dit waren het gehucht Hochbend en die gebieden van de buurtschap Darderhöfe die ten noordwesten van de spoorweglijn Mönchengladbach ↔ Krefeld-Oppum liggen, zodat deze buitengebieden inmiddels eveneens als bij het Kehn horend kunnen worden bekeken.

## Infrastructuur

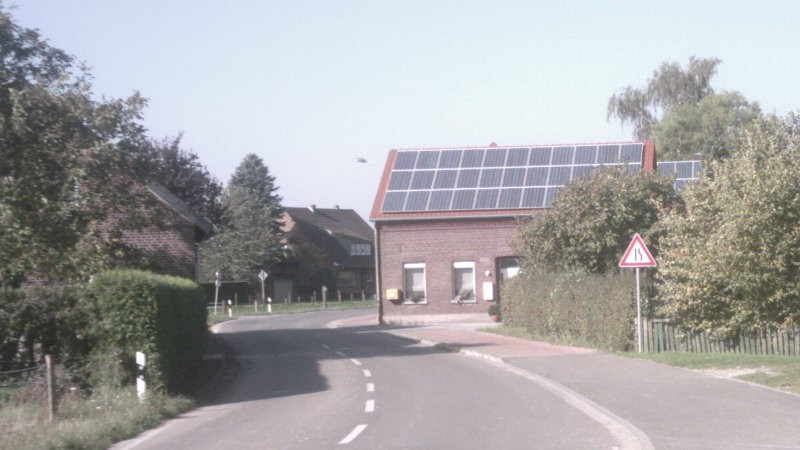
het centrum van het Kehn met de Kehnse brievenbus

### Wegverkeer
De hoofdweg van het Kehn is de districtsweg K13, waarvan het westelijk traject de gewone benaming "Kehn" ook als straatnaam voert (deze sector wordt tegelijk door komborden aangeduid als bebouwde kom).
Het oostelijke traject van de K13 heet daarentegen "Kehner Heide" (Nederlands: "Kehnse Heide").
De K13 dient hoofdzakelijk ter verbinding van de Tönisvorstse deelgemeente Vorst met het Krefeldse stadsdeel Forstwald.

### Spoorwegverkeer
Rechtstreeks in de buurt van de Darderhöfe bevindt zich de stoptrein-halte "Anrath".

### Bus- en tramverkeer
Aan het noordwestelijke einde van het Kehn, naast het kruispunt van de K13 met de Landesstraße L475, is er op de L475 een bushalte "Kehn", waar twee buslijnen van de SWK (Stadtwerke Krefeld) stoppen:
- Lijn 062:

Vinkrath ↔ Grefrath ↔ Mülhausen ↔ Oedt ↔ Vorst ↔ Kehn ↔ Sankt Tönis ↔ Krefeld-Forstwald
- Lijn 064:

Brüggen-Bracht ↔ Nettetal-Lobberich ↔ Süchteln ↔ Vorst ↔ Kehn ↔ Sankt Tönis
Voor beide buslijnen bestaat er in Sankt Tönis aansluiting met de Krefeldse tram:
- Lijn 041:

Sankt Tönis ↔ Krefeld Hbf ↔ Krefeld-Fischeln

## Overig

### Dialect
De oorspronkelijk ter plaatse gesproken dialect is Zuid-Nederfrankisch, wat bijna overeenkomt met het in het nabije Nederland gesproken Limburgse dialect.

### De nabije omgeving
| plaatsen in de buurt | plaatsen in de buurt | plaatsen in de buurt | plaatsen in de buurt | plaatsen in de buurt |
| -------------------- | -------------------- | -------------------- | -------------------- | -------------------- |
| Oedt                 |                      | Kempen-St.Peter      |                      | Sankt Tönis          |
|                      |                      |                      |                      |                      |
| Vorst                | Laschenhütte         |                      |                      |                      |
|                      |                      |                      |                      |                      |
| Clörath              |                      | Anrath               |                      | Forstwald            |